# Zosteropidae
Zosteropidae Bonaparte, 1856 è una famiglia di uccelli passeriformi.

## Tassonomia

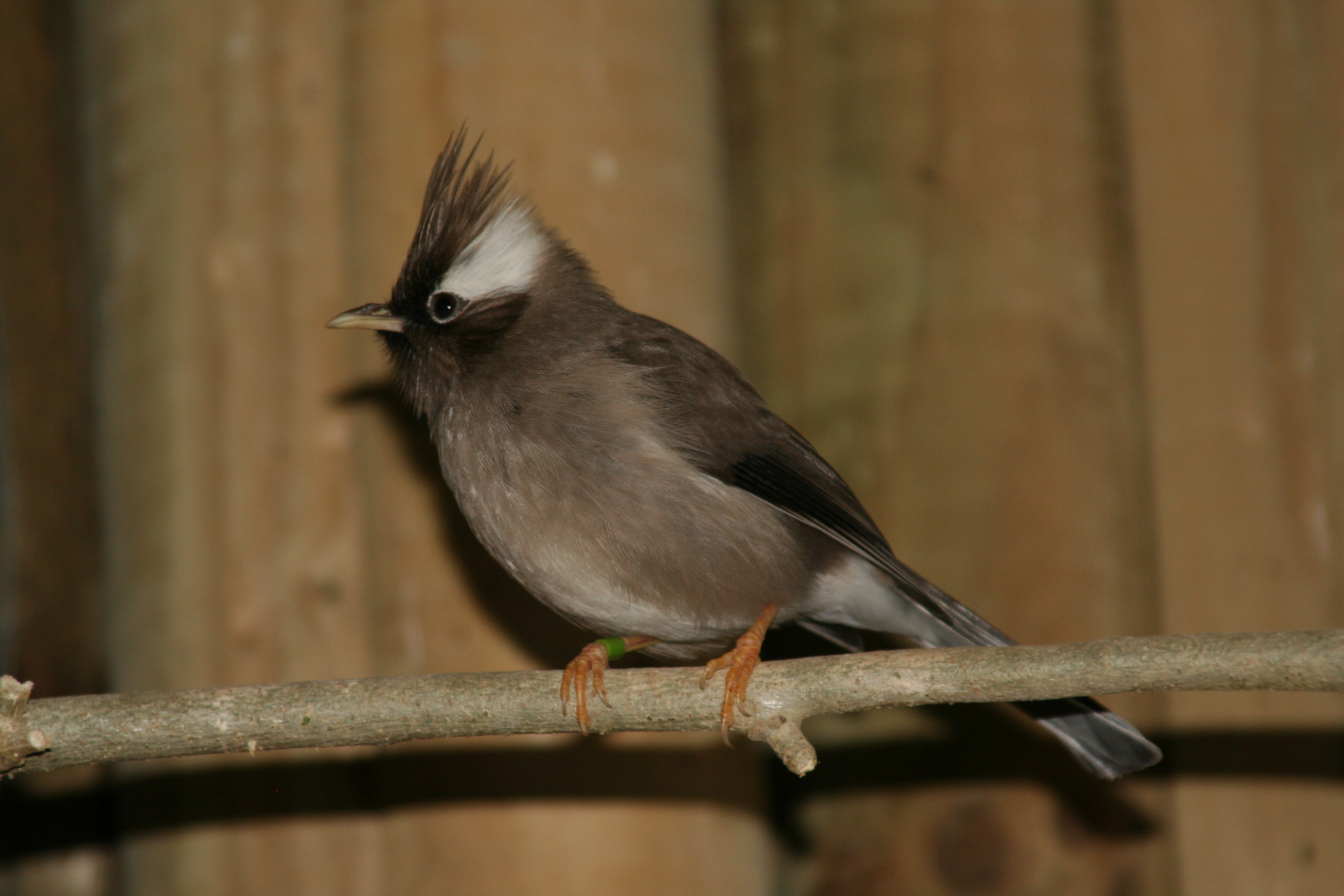
Yuhina diademata

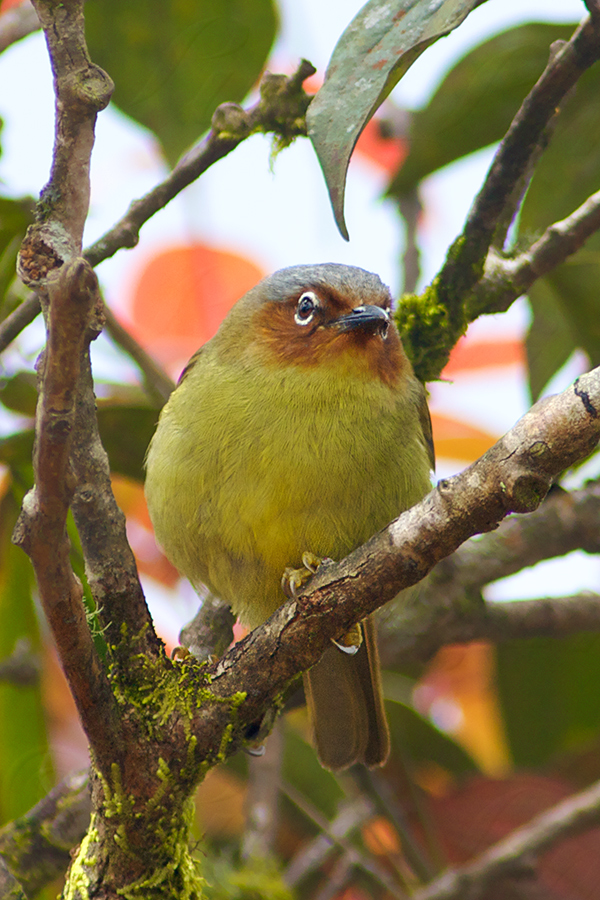
Zosterornis whiteheadi

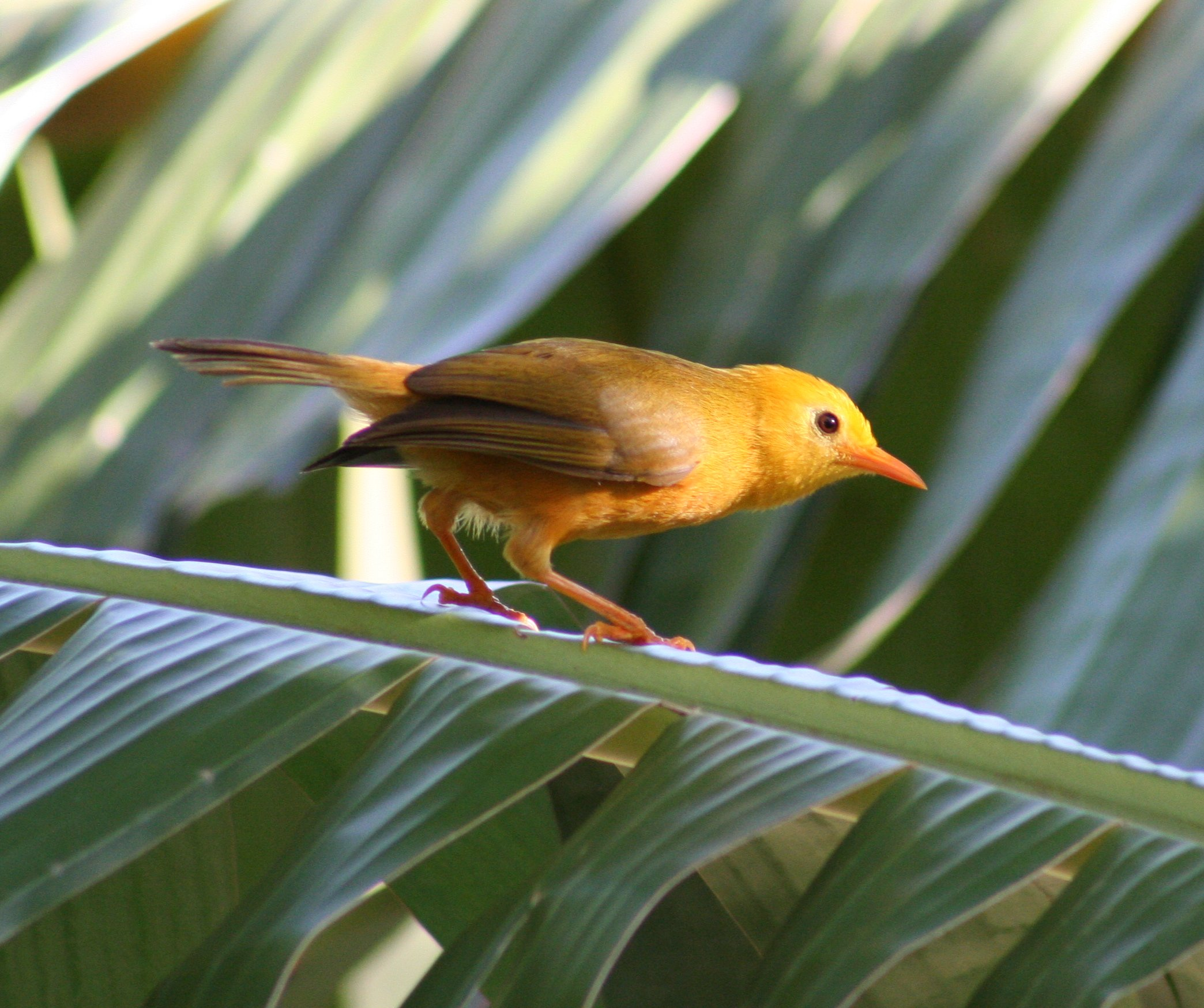
Cleptornis marchei

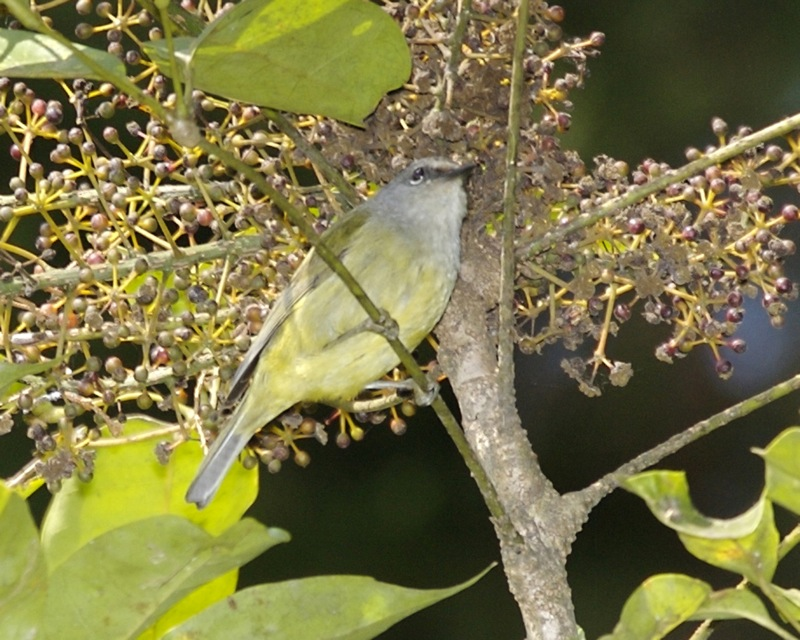
Lophozosterops javanicus

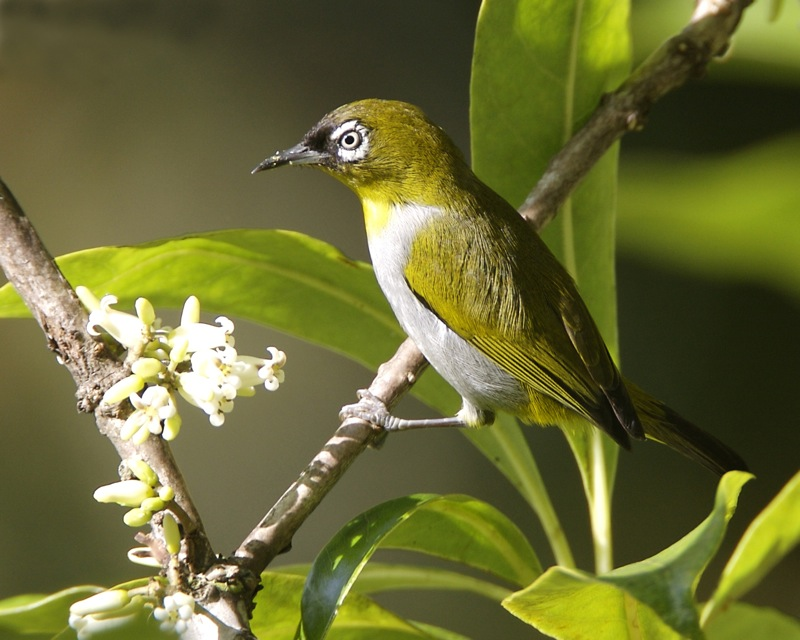
Zosterops atricapilla

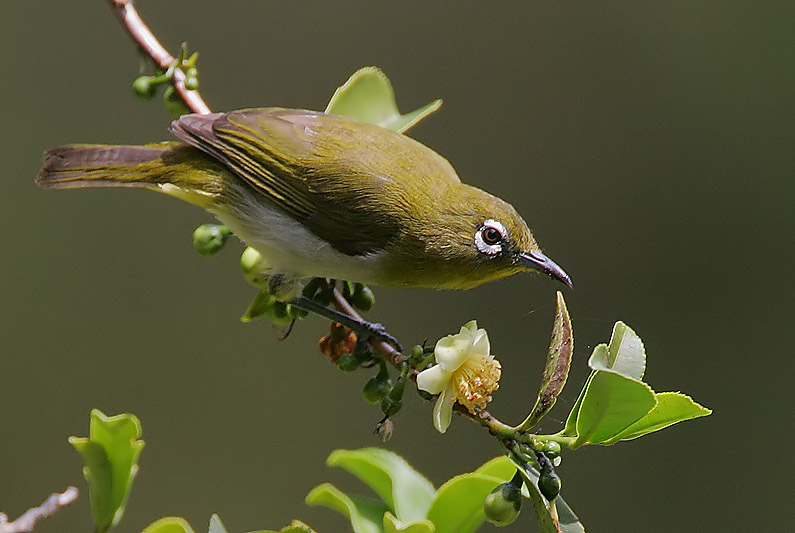
Zosterops ceylonensis

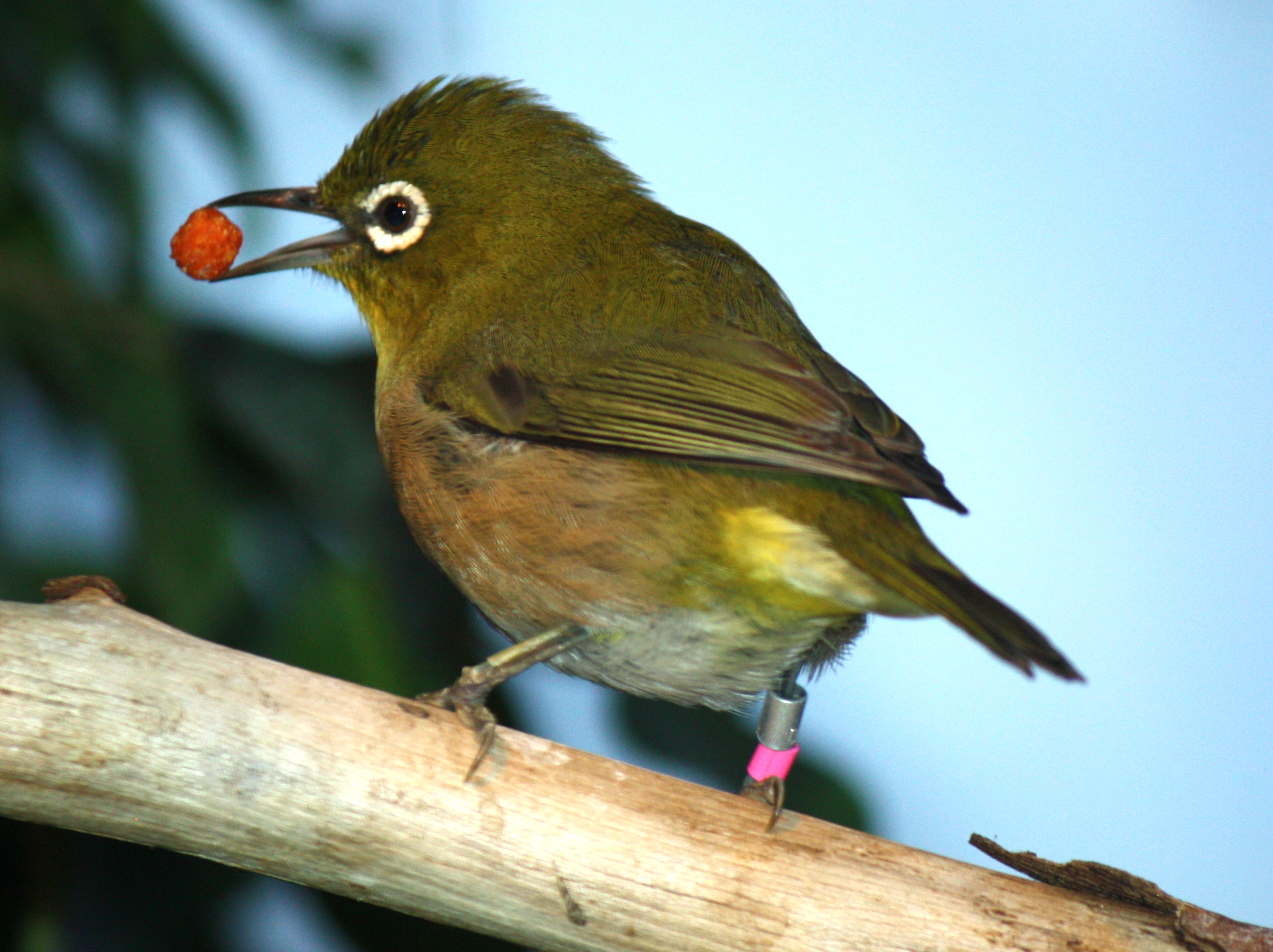
Zosterops japonicus

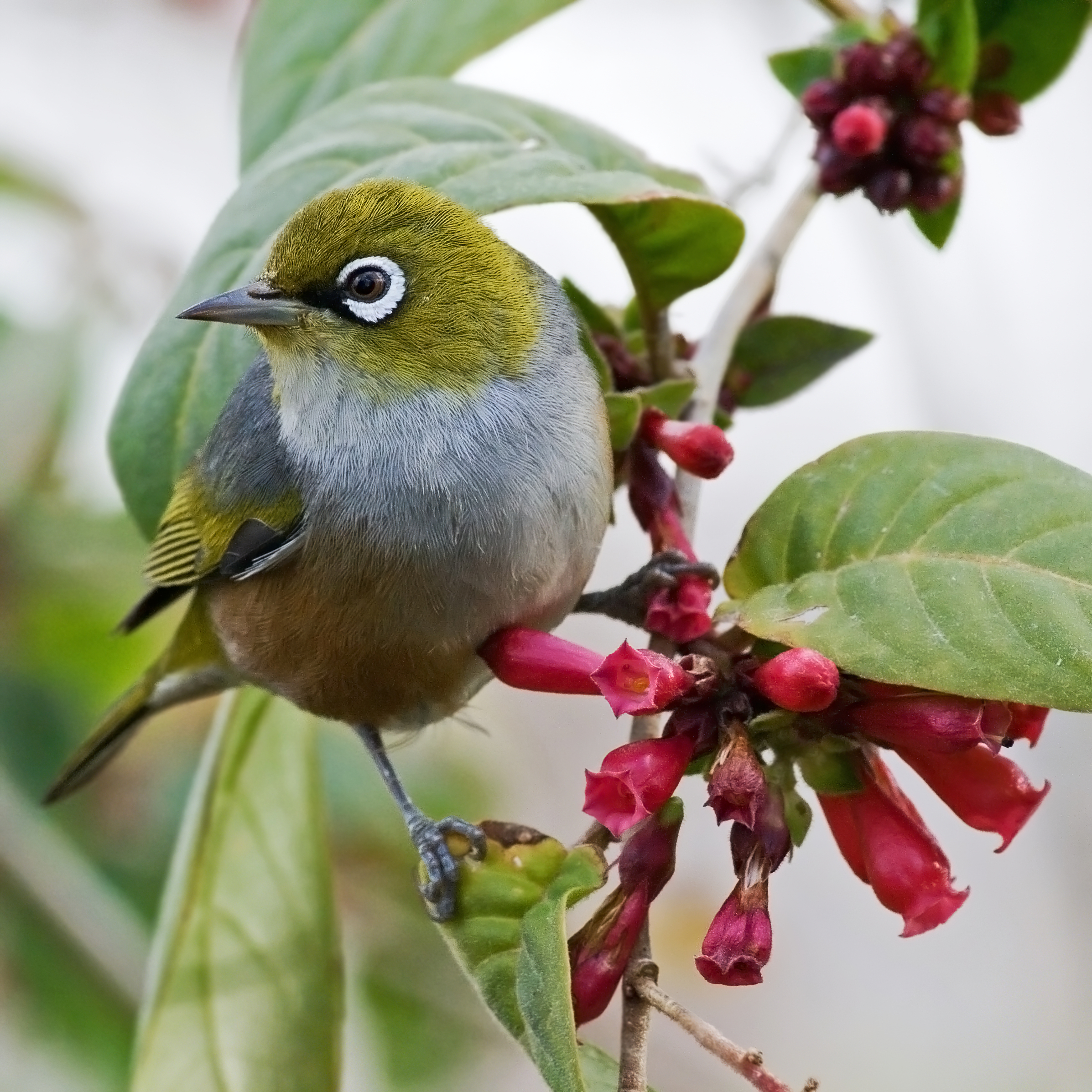
Zosterops lateralis

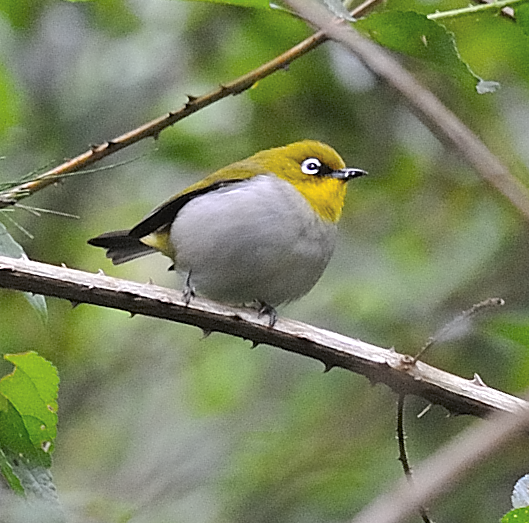
Zosterops maderaspatanus

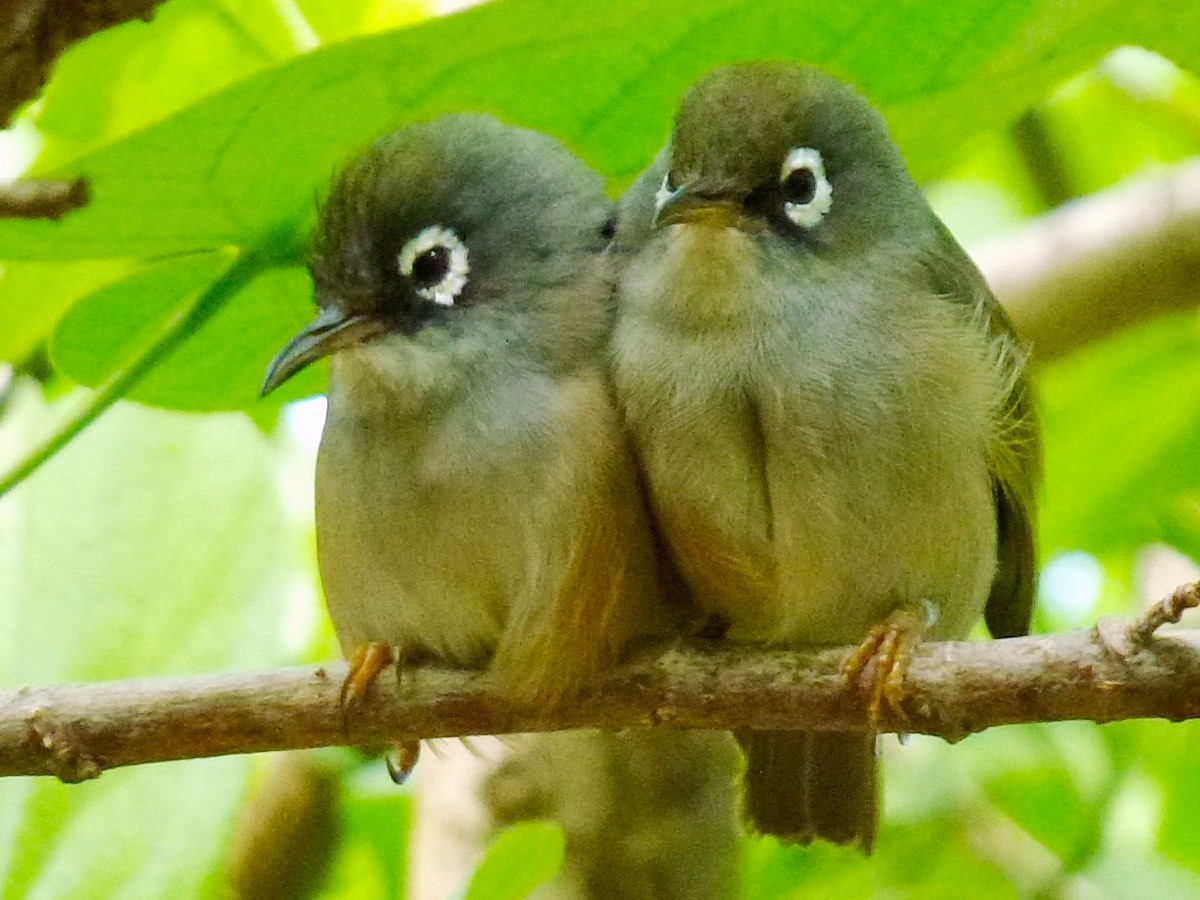
Zosterops chloronothos

Comprende i seguenti generi e specie:
- Genere Yuhina
  - Yuhina castaniceps (Moore, F, 1854)
  - Yuhina torqueola (Swinhoe, 1870)
  - Yuhina everetti (Sharpe, 1887)
  - Yuhina bakeri Rothschild, 1926
  - Yuhina flavicollis Hodgson, 1836
  - Yuhina humilis (Hume, 1877)
  - Yuhina gularis Hodgson, 1836
  - Yuhina diademata Verreaux, J, 1869
  - Yuhina occipitalis Hodgson, 1836
  - Yuhina brunneiceps Ogilvie-Grant, 1906
  - Yuhina nigrimenta Blyth, 1845

- Genere Zosterornis
  - Zosterornis whiteheadi Ogilvie-Grant, 1894
  - Zosterornis striatus Ogilvie-Grant, 1894
  - Zosterornis latistriatus (Gonzales & Kennedy, 1990)
  - Zosterornis nigrorum (Rand & Rabor, 1952)
  - Zosterornis hypogrammicus (Salomonsen, 1961)

- Genere Megazosterops
  - Megazosterops palauensis (Reichenow, 1915)

- Genere Apalopteron
  - Apalopteron familiare (Kittlitz, 1830)

- Genere Cleptornis
  - Cleptornis marchei (Oustalet, 1889)

- Genere Rukia
  - Rukia ruki (Hartert, 1897)
  - Rukia longirostra (Taka-Tsukasa & Yamashina, 1931)

- Genere Dasycrotapha
  - Dasycrotapha speciosa Tweeddale, 1878
  - Dasycrotapha plateni (Blasius, W, 1890)
  - Dasycrotapha pygmaea (Ogilvie-Grant, 1896)

- Genere Sterrhoptilus
  - Sterrhoptilus dennistouni (Ogilvie-Grant, 1895)
  - Sterrhoptilus nigrocapitatus (Steere, 1890)
  - Sterrhoptilus capitalis (Tweeddale, 1877)

- Genere Tephrozosterops
  - Tephrozosterops stalkeri (Ogilvie-Grant, 1910)

- Genere Madanga
  - Madanga ruficollis Rothschild & Hartert, 1923

- Genere Lophozosterops
  - Lophozosterops pinaiae (Stresemann, 1912)
  - Lophozosterops goodfellowi (Hartert, 1903)
  - Lophozosterops squamiceps (Hartert, 1896)
  - Lophozosterops javanicus (Horsfield, 1821)
  - Lophozosterops superciliaris (Hartert, 1897)
  - Lophozosterops dohertyi Hartert, 1896

- Genere Heleia
  - Heleia muelleri Hartlaub, 1865
  - Heleia crassirostris (Hartert, 1897)

- Genere Oculocincta
  - Oculocincta squamifrons (Sharpe, 1892)

- Genere Woodfordia
  - Woodfordia superciliosa North, 1906
  - Woodfordia lacertosa (Murphy & Mathews, 1929)

- Genere Chlorocharis
  - Chlorocharis emiliae Sharpe, 1888

- Genere Zosterops
  - Zosterops brunneus (Salvadori, 1903)
  - Zosterops leucophaeus (Hartlaub, 1857)
  - Zosterops lugubris (Hartlaub, 1848)
  - Zosterops melanocephalus (Gray, GR, 1862)
  - Zosterops erythropleurus Swinhoe, 1863
  - Zosterops japonicus Temminck & Schlegel, 1845
  - Zosterops meyeni Bonaparte, 1850
  - Zosterops palpebrosus (Temminck, 1824)
  - Zosterops ceylonensis Holdsworth, 1872
  - Zosterops rotensis Taka-Tsukasa & Yamashina, 1931
  - Zosterops conspicillatus (Kittlitz, 1833)
  - Zosterops semperi Hartlaub, 1868
  - Zosterops hypolais Hartlaub & Finsch, 1872
  - Zosterops salvadorii Meyer, AB & Wiglesworth, 1894
  - Zosterops atricapilla Salvadori, 1879
  - Zosterops everetti Tweeddale, 1878
  - Zosterops nigrorum Tweeddale, 1878
  - Zosterops montanus Bonaparte, 1850
  - Zosterops wallacei Finsch, 1901
  - Zosterops flavus (Horsfield, 1821)
  - Zosterops chloris Bonaparte, 1850
  - Zosterops citrinella Bonaparte, 1850
  - Zosterops consobrinorum Meyer, AB, 1904
  - Zosterops grayi Wallace, 1864
  - Zosterops uropygialis Salvadori, 1874
  - Zosterops anomalus Meyer, AB & Wiglesworth, 1896
  - Zosterops atriceps Gray, GR, 1861
  - Zosterops nehrkorni Blasius, W, 1888
  - Zosterops atrifrons Wallace, 1864
  - Zosterops somadikartai Indrawan, Rasmussen & Sunarto, 2008
  - Zosterops stalkeri Ogilvie-Grant, 1910
  - Zosterops minor Meyer, AB, 1874
  - Zosterops meeki Hartert, 1898
  - Zosterops hypoxanthus Salvadori, 1881
  - Zosterops mysorensis Meyer, AB, 1874
  - Zosterops fuscicapilla Salvadori, 1876
  - Zosterops buruensis Salvadori, 1878
  - Zosterops kuehni Hartert, 1906
  - Zosterops novaeguineae Salvadori, 1878
  - Zosterops metcalfii Tristram, 1894
  - Zosterops natalis Lister, 1889
  - Zosterops luteus Gould, 1843
  - Zosterops griseotinctus Gray, GR, 1858
  - Zosterops rennellianus Murphy, 1929
  - Zosterops vellalavella Hartert, 1908
  - Zosterops luteirostris Hartert, 1904
  - Zosterops splendidus Hartert, 1929
  - Zosterops kulambangrae Rothschild & Hartert, 1901
  - Zosterops murphyi Hartert, 1929
  - Zosterops ugiensis (Ramsay, EP, 1882)
  - Zosterops stresemanni Mayr, 1931
  - Zosterops sanctaecrucis Tristram, 1894
  - Zosterops gibbsi Dutson, 2008
  - Zosterops samoensis Murphy & Mathews, 1929
  - Zosterops explorator Layard, EL, 1875
  - Zosterops flavifrons (Gmelin, JF, 1789)
  - Zosterops minutus Layard, EL, 1878
  - Zosterops xanthochroa Gray, GR, 1859
  - Zosterops lateralis (Latham, 1801)
  - Zosterops tenuirostris Gould, 1837
  - Zosterops strenuus Gould, 1855 †
  - Zosterops albogularis Gould, 1837 †
  - Zosterops inornatus Layard, EL, 1878
  - Zosterops cinereus (Kittlitz, 1832)
  - Zosterops oleagineus Hartlaub & Finsch, 1872
  - Zosterops finschii (Hartlaub, 1868)
  - Zosterops abyssinicus Guérin-Méneville, 1843
  - Zosterops virens Sundevall, 1850
  - Zosterops pallidus Swainson, 1838
  - Zosterops senegalensis Bonaparte, 1850
  - Zosterops poliogastrus Heuglin, 1861
  - Zosterops kikuyuensis Sharpe, 1891
  - Zosterops silvanus Peters, JL & Loveridge, 1935
  - Zosterops borbonicus (Forster, JR, 1781)
  - Zosterops mauritianus (Gmelin, JF, 1789)
  - Zosterops ficedulinus Hartlaub, 1866
  - Zosterops feae Salvadori, 1901
  - Zosterops griseovirescens Barboza du Bocage, 1893
  - Zosterops maderaspatanus (Linnaeus, 1766)
  - Zosterops kirki Shelley, 1880
  - Zosterops mayottensis Schlegel, 1867
  - Zosterops semiflavus Newton, E, 1867 †
  - Zosterops modestus Newton, E, 1867
  - Zosterops mouroniensis Milne-Edwards & Oustalet, 1885
  - Zosterops olivaceus (Linnaeus, 1766)
  - Zosterops chloronothos (Vieillot, 1817)
  - Zosterops vaughani Bannerman, 1924